# Walter de Luci
Walter de Luci (Lucé, 1103 – Rother, 21 giugno 1171) è stato un abate normanno dell'abbazia di Battle.

## Biografia
Walter de Luci (anche Walter de Lucy), fratello del nobile normanno Richard de Luci, Gran Giustiziere d'Inghilterra, appartenne a una nobile famiglia normanna baronale proveniente da Lucè (oggi in Bassa Normandia), arrivata in Inghilterra al seguito di Guglielmo il Conquistatore.
Walter de Luci fu intorno al 1130 un monaco benedettino dell'abbazia di Lonlay, in Normandia . Nel 1139, in data 8 gennaio, fu nominato abate dell'abbazia di Battle, in Sussex. L'abbazia benedettina fu fatta costruire da Guglielmo il Conquistatore sulla scena della vittoriosa battaglia di Hastings del 14 ottobre 1066. Terminata nel 1095, fu dedicata a San Martino, chiamato l'apostolo dei galli. Anche per questo, l'abbazia era nota come San Martino di Battle (inglese: St. Martin of Battle, St. Martin at Battle ).
Mentre era abate, fu coinvolto in una disputa con Hilary, vescovo di Chichester, diocesi che aveva giurisdizione sull'abbazia di Battle. 
Walter de Luci morì il 21 giugno 1171, mentre era ancora l'abate di Battle.